# Dominion Theatre
El Dominion Theatre és un teatre situat a Tottenham Court Road, al West End de Londres.

## Musicals estrenats
- 2000, 23 maig. Notre-Dame de Paris.
- 2001, 22 octubre Grease.
- 2002, 14 maig Will Rock You.